# Marcelo Lima (político)
Marcelo de Lima Fernandes (São Bernardo do Campo, 21 de março de 1983) é um político brasileiro, filiado ao Podemos (PODE). Foi deputado federal por São Paulo, vereador, vice-prefeito, secretário municipal e é o atual prefeito de São Bernardo do Campo, atualmente afastado do cargo por decisão judicial.

## Biografia
Nascido em São Bernardo, é formado em Gestão Pública.
Em 2008, com 25 anos, se candidatou ao cargo de vereador por São Bernardo do Campo pelo Partido Popular Socialista, obtendo a eleição,e em 2012 conseguiu a reeleição, também pelo PPS. 
Nas Eleições estaduais de 2014 se candidatou a deputado estadual pelo mesmo partido pelo qual fora eleito vereador por duas vezes, obtendo 35.061 votos, conseguindo a vaga de suplente.
No ano de 2016, filiou-se ao Solidariedade (SD), se candidatando ao cargo de vice-prefeito de São Bernardo do Campo na chapa de Orlando Morando (PSDB), que venceu as eleições no segundo turno, derrotando a hegemonia de prefeitos de esquerda no município.
Em abril de 2018 comunicou seu desligamento do Solidariedade para integrar o Partido Social Democrático (PSD), com vista às eleições de outubro daquele ano. Nelas se candidatou a deputado federal pelo PSD, obtendo 53.993 votos, mas não conseguiu se eleger, ficando com a suplência.
Em 2020 se reelegeu vice-prefeito de São Bernardo, repetindo a fórmula vencedora com Morando, com Lima se candidatando pelo PSD. Além da vice-prefeitura, também acumulou o cargo de Secretário de Serviços Urbanos, tendo sido afastado desse posto por determinação da juíza da 5ª Vara Criminal de São Bernardo, no âmbito da Operação Lix.
Em abril de 2022 voltou ao Solidariedade. Nas eleições de 2022 se elegeu deputado federal por São Paulo com 110.430 votos. Mudou de partido em 2023 para o PSB e acabou perdendo o mandato por infidelidade partidária em 7 de novembro de 2023, em decisão do Tribunal Superior Eleitoral (TSE). No dia 4 de abril de 2024, migrou ao Podemos para disputar a prefeitura de São Bernardo do Campo, após o PSB confirmar apoio ao pré-candidato Luiz Fernando Teixeira.
No dia 27 de outubro de 2024, foi eleito prefeito de São Bernardo do Campo.

## Cassação do mandato de Deputado Federal
Em novembro de 2023, a Câmara Federal confirmou a cassação do mandato de deputado federal do ex-vice-prefeito de São Bernardo, Marcelo Lima (PSB), ratificando a decisão do TSE em condená-lo por infringir a Lei da Fidelidade Partidária. A mesa diretora da casa deu posse, em 30 de novembro, ao vice-presidente nacional do Solidariedade, Paulinho da Força.

## Denúncias

### Voto "fantasma"
Em 19 de agosto de 2009 o painel da Câmara Municipal de São Bernardo registrou o voto de Estevão Camolesi (a época no PTdoB, hoje Avante). No entanto o vereador estava ausente no momento da votação. Imagens do jornal ABC Repórter mostraram o vereador Marcelo Lima (então no PPS) abrindo a gaveta de votação de Camolesi no mesmo horário do registro do voto. Ambos pertenciam então à base de apoio do prefeito Luiz Marinho (PT). O flagrante levou ao pedido da abertura de uma CPI, mas esta foi arquivada, com 10 votos a 9, pela maioria que compunha a base aliada do governo municipal na ocasião. O episódio ficou conhecido como o caso do "voto fantasma". O acontecimento foi relembrado no contexto das eleições municipais de 2016, pelo então candidato à prefeitura Alex Manente (PPS), em um ataque ao vice do candidato à reeleição Orlando Morando (PSDB).

### Operação Lix
Em outubro de 2021, no âmbito da Operação Lix, iniciada em abril de 2019, o Grupo de Atuação Especial de Repressão ao Crime Organizado (GAECO) ABC apresentou uma denúncia contra Lima, que além da vice-prefeitura, detinha o posto de Secretário de Serviços Urbanos. A acusação é que em 2018, quando o secretário estava licenciado do cargo para disputar a eleição para deputado federal, seu secretário adjunto, Mário César Ortolan, assinou um contrato emergencial e sem licitação com a empresa Emparsanco, para coleta de resíduos sólidos, em quebra de contrato unilateral com um consórcio que o detinha, e que isso teria sido realizado em favorecimento da empresa e pela ação de Ortolan e dois dos diretores da Emparsanco, alteração que teria causado prejuízo de R$ 1,18 milhão de reais aos cofres municipais. O GAECO ABC apontou que Lima teria consentido com o esquema.
A juíza da 5ª Vara Criminal de São Bernardo, Daniela de Carvalho Duarte, determinou o afastamento de Lima da secretaria de serviços urbanos, bem como o bloqueio dos bens dos acusados. Em cumprimento da decisão da juíza e para melhor preparar sua defesa, Lima pediu exoneração do cargo ao prefeito Orlando Morando (PSDB).

## Prefeito de São Bernardo do Campo (2025-atualidade)

### Operação Estafeta
No dia 14 de agosto de 2025 foi afastado do cargo por 1 anopor decisão expedida pelo Tribunal de Justiça de São Paulo (TJ-SP) em função de ser o principal alvo da Operação Estafeta, da Polícia Federal, que investiga um suposto esquema de corrupção e lavagem de dinheiro na prefeitura de São Bernardo do Campo, onde Marcelo seria o principal beneficiário desse desvio de verba, além do afastamento do cargo, a decisão do TJ-SP proíbe do mesmo acessar todos os prédios públicos do município além de condicionar ao então prefeito o uso de tornozeleira eletrônica.
Em 18 de agosto, o Ministério Público do Estado de São Paulo (MP-SP), por meio da Procuradoria-Geral de Justiça, denunciou Marcelo Lima e mais nove pessoas por organização criminosa e lavagem de dinheiro em um esquema de desvio de dinheiro público em São Bernardo do Campo.

## Desempenho Eleitoral
| Ano  | Eleição                            | Partido       | Cargo                                         | Votos   | %                  | Resultado | Ref    |
| ---- | ---------------------------------- | ------------- | --------------------------------------------- | ------- | ------------------ | --------- | ------ |
| 2008 | Municipal de São Bernardo do Campo | PPS           | Vereador                                      | 3.906   | 0,95%              | Eleito    | [ 29 ] |
| 2012 | Municipal de São Bernardo do Campo | PPS           | Vereador                                      | 6.445   | 1,60%              | Eleito    | [ 30 ] |
| 2014 | Estaduais em São Paulo             | PPS           | Deputado Estadual                             | 35.061  | 0,17%              | Suplente  | [ 31 ] |
| 2016 | Municipal de São Bernardo do Campo | Solidariedade | Vice-prefeito Titular: Orlando Morando (PSDB) | 169.310 | 45,07% (1º Turno)  | Eleito    | [ 32 ] |
| 2016 | Municipal de São Bernardo do Campo | Solidariedade | Vice-prefeito Titular: Orlando Morando (PSDB) | 213.661 | 59,94%% (2º Turno) |           | [ 32 ] |
| 2018 | Estaduais em São Paulo             | PSD           | Deputado Federal                              | 53.933  | 0,26%              | Suplente  | [ 33 ] |
| 2020 | Municipal de São Bernardo do Campo | PSD           | Vice-prefeito Titular: Orlando Morando (PSDB) | 261.761 | 67,28%             | Eleito    | [ 34 ] |
| 2022 | Estaduais em São Paulo             | Solidariedade | Deputado Federal                              | 110.430 | 0,46%              | Eleito    | [ 35 ] |
| 2024 | Municipal de São Bernardo do Campo | PODE          | Prefeito                                      | 119.593 | 28,64% (1º Turno)  | Eleito    | [ 36 ] |
| 2024 | Municipal de São Bernardo do Campo | PODE          | Prefeito                                      | 205.831 | 55,74% (2º Turno)  |           | [ 36 ] |